# Henry Honiball
Henry William Honiball (Estcourt, 1º dicembre 1965) è un ex rugbista a 15 sudafricano, apertura degli Sharks in Super Rugby e della provincia del Natal in Currie Cup.

## Biografia
Soprannominato in afrikaans Lem (Lama), Honiball iniziò la sua carriera dilettantistica nel rugby nella compagine provinciale di Currie Cup dei Natal Sharks.
Esordì per gli Springbok a 27 anni nel 1993 in un test match a Sydney contro l'Australia; pur prendendo parte a un match in preparazione della Coppa del Mondo di rugby 1995 non fu convocato, e tornò in Nazionale solo un anno più tardi; convocato per la Coppa del Mondo di rugby 1999 giunse al terzo posto finale con il Sudafrica.
Dopo la Coppa si ritirò dal rugby internazionale e firmò un contratto con gli inglesi del Bristol; il suo impegno durò tuttavia solo un anno perché, al termine della stagione, a causa dei troppi infortuni dovette ritirarsi dall'attività agonistica.

## Palmarès
- Currie Cup: 3
Natal Sharks: 1992. 1995. 1996